# Mignaloux-Beauvoir
Mignaloux-Beauvoir è un comune francese di 4 211 abitanti situato nel dipartimento della Vienne nella regione della Nuova Aquitania.

## Società

### Evoluzione demografica
Abitanti censiti